# 佐賀県道297号塩屋大曲線
佐賀県道297号塩屋大曲線（さがけんどう297ごう しおやおおかまがりせん）は、佐賀県伊万里市を通る一般県道である。

## 概要
伊万里市黒川町塩屋から伊万里市南波多町水留（つづみ）に至る。
途中に唐津伊万里道路の南波多谷口ICがある。

### 路線データ
- 起点：佐賀県伊万里市黒川町塩屋（塩屋東交差点、国道204号交点）
- 終点：佐賀県伊万里市南波多町水留（南波多水留交差点、国道202号交点）

## 路線状況

### 重複区間
- 佐賀県道32号伊万里畑川内厳木線（伊万里市黒川町畑川内 - 伊万里市黒川町畑川内・黒川町畑川内交差点）

## 地理

### 通過する自治体
- 伊万里市

### 交差する道路
| 交差する道路                                | 交差する場所           | 交差する場所            |
| ------------------------------------------- | ---------------------- | ----------------------- |
| 国道204号                                   | 黒川町塩屋             | 塩屋東交差点 / 起点     |
| 佐賀県道321号黒川松島線                     | 黒川町大黒川           |                         |
| 佐賀県道32号伊万里畑川内厳木線 重複区間起点 | 黒川町畑川内           |                         |
| 佐賀県道32号伊万里畑川内厳木線 重複区間終点 | 黒川町畑川内           | 黒川町畑川内交差点      |
| E35 唐津伊万里道路                          | 南波多町谷口           | 南波多谷口IC            |
| 国道202号                                   | 南波多町水留（つづみ） | 南波多水留交差点 / 終点 |

### 沿線
- 伊万里市立黒川小学校